# This Empty Northern Hemisphere
This Empty Northern Hemisphere è il quarto album in studio del cantautore sudafricano-statunitense Gregory Alan Isakov, pubblicato nel 2009.

## Tracce
Testi e musiche di Gregory Alan Isakov (tranne se diversamente indicato).
1. Dandelion Wine – 3:04
2. Light Year – 3:38
3. That Moon Song – 3:34
4. Evelyn – 3:30
5. Virginia May – 2:58
6. Big Black Car – 3:37
7. Master & A Hound – 3:02
8. This Empty Northern Hemisphere – 5:00
9. Idaho – 4:42
10. Words – 4:01
11. Fire Escape – 1:32
12. If I Go, I'm Goin – 4:27 (John Elliott, Gregory Alan Isakov, Johann Wagner)
13. One of Us Cannot Be Wrong – 4:55 (Leonard Cohen)